# Zantona douglasia
Zantona douglasia är en mångfotingart som beskrevs av Chamberlin 1941. Zantona douglasia ingår i släktet Zantona och familjen Caseyidae. Inga underarter finns listade i Catalogue of Life.